# 초우라늄 원소
초우라늄 원소는 우라늄의 92보다 더 큰 원자 번호를 가진 화학 원소를 말한다.
원자 번호 1에서 92까지의 원소는 네 종류(43Tc, 61Pm, 85At, 87Fr)를 제외하고는 지구 상에서 어렵지 않게 발견할 수 있다. 안정 원소이거나, 반감기가 긴 동위 원소가 있거나, 우라늄의 붕괴 생성물이다.
초우라늄 원소는 모두 다 인공적인 방법으로 합성하여 발견했다. 플루토늄과 넵투늄을 제외하고는 지구 상에서 자연적으로는 발견되지 않는다. 모든 초우라늄 원소는 방사성을 띠며, 반감기가 짧다.
넵투늄과 플루토늄은 우라늄에서 중성자 포획과 베타 붕괴 과정을 거쳐 자연적으로 만들어지기도 한다(238U → 239U → 239Np → 239Pu).

## 초우라늄 원소 목록
- 93 넵투늄 Np
- 94 플루토늄 Pu
- 95 아메리슘 Am
- 96 퀴륨 Cm
- 97 버클륨 Bk
- 98 캘리포늄 Cf
- 99 아인슈타이늄 Es
- 100 페르뮴 Fm
- 101 멘델레븀 Md
- 102 노벨륨 No
- 103 로렌슘 Lr
- 104 러더포듐 Rf
- 105 더브늄 Db
- 106 시보귬 Sg
- 107 보륨 Bh
- 108 하슘 Hs
- 109 마이트너륨 Mt
- 110 다름슈타튬 Ds
- 111 뢴트게늄 Rg
- 112 코페르니슘 Cn
- 113 니호늄 Nh
- 114 플레로븀 Fl
- 115 모스코븀 Mc
- 116 리버모륨 Lv
- 117 테네신 Ts
- 118 오가네손 Og

## 같이 보기
- 초플루토늄 원소
- 초악티늄족 원소
- 보스-아인슈타인 응축
- 안정성의 섬